# ریخارد سولیک
ریخارد سولیک (اسلواکی: Richard Sulík؛ زادهٔ ۱۲ ژانویهٔ ۱۹۶۸) سیاستمدار، اقتصاددان و تاجر اهل کشور اسلواکی است. او رهبر حزب سیاسی آزادی و همبستگی است و معاون نخست‌وزیر در امور اقتصادی و وزیر اقتصاد در دولت اسلواکی به رهبری ادوارد هگر بود. سولیک و حزبش در ۳۱ اوت و اوایل سپتامبر از دولت استعفا دادند.